# Monte Porzio Catone
Monte Porzio Catone é uma comuna italiana da região do Lácio, província de Roma, com cerca de 7.723 habitantes. Estende-se por uma área de 9 km², tendo uma densidade populacional de 858 hab/km². Faz fronteira com Frascati, Grottaferrata, Monte Compatri, Roma.

## Demografia
| Variação demográfica do município entre 1861 e 2011                               |
|                                                                                   |
| Fonte: Istituto Nazionale di Statistica (ISTAT) - Elaboração gráfica da Wikipedia |